# Demeter Bitenc
Demeter Bitenc (Ljubljana, 1922. július 21. – Ljubljana, 2018. április 22.) szlovén színész.

## Fontosabb filmjei
- Die Insel der Amazonen (1960)
- Tánc az esőben (Ples v dežju) (1961)
- Winnetou – 1. rész (1963)
- Das Geheimnis der gelben Mönche (1966)
- A hetedik kontinens (Sedmi kontinent) (1966)
- Célpont a híd (Most) (1969)
- A neretvai csata (Bitka na Neretvi) (1969)
- Le calde notti di Poppea (1969)
- La cattura (1969)
- Vesztesek és győztesek (Gott mit uns / Dio è con noi) (1970)
- Valter Szarajevót védi (Valter brani Sarajevo) (1972)
- 141 perc a befejezetlen mondatból (1975)
- Magánbűnök, közerkölcsök (Vizi privati, pubbliche virtù) (1976)
- Vaskereszt (Cross of Iron) (1977)
- Tajna Nikole Tesle (1980)
- A nagy szökés 2. (The Great Escape II: The Untold Story) (1988, tv-film)
- Kívülálló (Outsider) (1997)
- Jókedélyű hullák (Dobro ustimani mrtvaci) (2005)